# Schachtebich
Schachtebich is een gemeente in de Duitse deelstaat Thüringen, en maakt deel uit van de Landkreis Eichsfeld.
Schachtebich telt 240 inwoners.